# 对节刺
对节刺（学名：Horaninowia ulicina）是苋科对节刺属的植物。分布于哈萨克斯坦、伊朗以及中国大陆的新疆等地，生长于海拔540米至760米的地区，多生长在沙丘上，目前尚未由人工引种栽培。